# ISC Mannheim
| Inline Sport Club Mannheim e. V. | Inline Sport Club Mannheim e. V. |
| --- | -------------------------------- |
| Logo des ISC |                                  |
| Gründungsjahre: |                                  |
| - 1995: Ludwigshafen Scorpions - 2005: ISC Mannheim e. V. - 2014: Rhein-Neckar Delta Quads im ISC Mannheim |                                  |
| Größte Erfolge: |                                  |
| - Deutscher Meister 2017, 2018 - Deutscher Pokalsieger 2017, 2018 - Meister Oberliga Hessen 2015, 2016, 2017, 2018 - Deutscher Vize-Meister 2008, 2015 - Deutscher Vize-Pokalsieger 2005, 2006, 2007, 2008, 2012 - Landesmeister (BW) 2006, 2007, 2008, 2009, 2010, 2011, 2012 - Landesmeister (RP) 1998, 1999, 2000, 2001, 2002, 2003, 2004, 2005 - Meister Regionalliga Süd-West (ISHD) 2011 |                                  |
| Stadion: |                                  |
| Name: | Friedrichspark                   |
| Standort: | Bismarckstr. 6 68161 Mannheim    |
| Eigentümer: | Stadt Mannheim                   |
| Kapazität: | ca. 2.500 Zuschauer              |

Der Inline-Sport-Club Mannheim e. V. ist ein eingetragener Sportverein mit Sitz in Mannheim. Der Verein spezialisiert sich auf den Mannschaftssport Inlinehockey und gliedert sich der Sportabteilung Inline Hockey Deutschland des DRIV unter. Der Verein hat etwa 300 Mitglieder und ist damit der größte Inlinehockey Verein in Baden-Württemberg.
Er ist mit vier Herren- und vier Jugend-Mannschaften im Ligabetrieb vertreten. Die 1. Mannschaft startet unter dem Beinamen "Quadrats Mannheim". Alle Jugendmannschaften des Vereins starten unter dem Beinamen "Monsters Mannheim". Der ISC spielt in der höchsten deutschen Spielklasse in der 1. Bundesliga. Die Heimspiele tragen die Mannschaften des ISC in der alten Spielstätte der Adler Mannheim, dem Friedrichspark-Stadion, aus.
Seit 2014 hat der Verein mit den Rhein-Neckar Delta Quads eine Abteilung Roller Derby.

## Geschichte
2005 gegründet, startete der ISC Mannheim mit zwei Herren-Mannschaften in den Spielbetrieb des IHD. Am 20. Mai 2006 eröffnete der ISC die alt ehrwürdige Spielstätte der Adler Mannheim. Der Friedrichspark wurde baulich den internationalen Vorgaben im Inlinehockey modelliert. Hinsichtlich dessen war das größte Vorhaben, der „Bandenbau“, pünktlich zum Saisonstart 2006 abgeschlossen. Im Sommer 2010 folgte der Aufbau einer neuen umfassend geschlossenen Plexiglas-Bande.
Es bildete sich eine neue Sparte des Inlinehockeys. Vorerst gab es nur zwei Teams in der IHD-Bundesliga und der IHD-Oberliga Baden-Württemberg, denen sich gegen Ende des Jahres, aufgrund der stetig wachsenden Mitgliederzahl, eine dritte Mannschaft anschloss, die 2007 den ISC Mannheim in der IHD-Landesliga vertrat. Im darauf folgenden Jahr konnte man sogar noch eine vierte Mannschaft begrüßen, die zusammen mit der dritten in der IHD-Landesliga an den Start ging. Aktuell spielen beide existierenden Herrenmannschaften in der Oberliga Hessen.
Ebenso hat der ISC Mannheim 2008 in Zusammenarbeit mit der DPL Die Players Liga eine offizielle Inline-Liga gestartet, damit der Hockeyspaß für die Eishockeyspieler auch in der warmen Jahreszeit weiterläuft. Einige der altbekannten Mannschaften, die bereits die Eishockeysaison der DPL bestreiten, tauschen im Sommer die Kufen gegen Rollen und kreuzen auf dem Inline-Parkett die Schläger.
Der ISC schafft es weiterhin, organisatorische Events des Verbandes (IHD) nach Mannheim zu holen. So finden Schiedsrichter- und Nationalmannschaftslehrgänge im heimischen Friedrichspark statt.
In der Saison 2011 nahm der ISC Mannheim auch an der Regionalliga Süd-West der ISHD im Inline-Skaterhockey teil. In der ersten Saison wurden die Mannheimer direkt Meister und stiegen zur Saison 2012 in die 2. Bundesliga Süd auf. Da man nicht dauerhaft genug Spieler für die 2. Bundesliga im Inline-Skaterhockey und in der 1. Bundesliga im Inlinehockey stellen konnte, wurde die Skaterhockeymannschaft im Laufe der Saison vom Spielbetrieb abgemeldet.
Die erfolgreichsten Jahre der Vereinsgeschichte begannen im Jahr 2015. Nach dem Auflösen der IHD-Bundesliga starteten die Mannheimer in Kooperation mit den Eisfüchsen Viernheim in der Oberliga Hessen im Dachverband HRIV. Von Beginn an konnte man ein Dominanz aufbauen, die mit den Meistertiteln 2015, 2016 und 2017 immer weiter ausgebaut wurde.
Auch auf bundesweiter Ebene sollten die lang ersehnten Erfolge folgen. Nachdem man die Turniere um die deutsche Meisterschaft 2015 und 2016 denkbar knapp nicht erfolgreich gestalten konnte und den Baunatal Pinguinen den Vortritt lassen musst, holte man im Jahr 2017 die erste deutsche Meisterschaft in die Quadratestadt.
Abgerundet wurde diese erfolgreiche Ära durch den Gewinn des IHD-Pokals im November 2017.
Geplant ist bis 2022 der Neubau einer Inlinehockey-Halle. Die Weltmeisterschaft nach Mannheim zu holen, ist weiteres ehrgeiziges Ziel des ISC.

## Stadion am Friedrichspark
Das 2006 reaktivierte Eishockeystadion der Adler Mannheim hat eine Spielfläche von 25 m × 50 m. Diese Fläche entspricht in Größe und Ausstattung der internationalen Norm und ist für internationale Spiele zugelassen.
Im Hauptkabinentrakt befinden sich sechs große Umkleideräume, eine Schiedsrichter-Kabine, ein Trikotraum sowie ein Büro und ein Konferenzraum. Im angeschlossenen Gebäude befinden sich sanitäre Anlagen, Duschmöglichkeiten, ein Sanitätsraum sowie ein Hockeyladen. Weiterhin stehen noch drei große Konferenzräume für jegliche Ausbildungen und Tagungen zur Verfügung.
Im Stadion am Friedrichspark finden alle möglichen Events und sportlichen Aktivitäten, wie die Trainingslager der Nationalmannschaften und Auswahlmannschaften der Senioren und des Nachwuchses, statt. Schiedsrichter- sowie Trainerlehrgänge werden ebenfalls abgehalten.
Zurzeit ist die Halle mit mehr als 200 Sportlern verschiedenster Altersklassen von Montag bis Sonntag belegt. Aber auch zahlreiche Mietmannschaften und Events sind zugegen. Hier eine kurze Aufstellung der bereits stattgefundenen Highlights:
- IHD Deutschlandpokal 2017
- IHL Deutschlandpokal 2006
- Herren-Nationalmannschaftslehrgang 2016
- Junioren-Nationalmannschaftslehrgang 2006
- Schiedsrichterlehrgang 2007
- C-Trainerlehrgang 2007
- Ausscheidungsturnier im Rahmen des European Champions Cup 2007

## Roller Derby
Im Frühjahr 2014 hat der ISC Mannheim mit den Rhein-Neckar Delta Quads eine Roller-Derby-Abteilung gegründet. Die Erste Mannschaft Delta Quads F(l)ight Crew spielte in der Saison 2019 in der Zweiten Bundesliga.

## 1. Mannschaft ISC Mannheim (QuadRats Mannheim)
Die 1. Mannschaft des ISC Mannheim spielt seit der Saison 2017 unter dem Namen „Quadrats Mannheim“ und ist ein vollwertiger Teil des Vereins.
| Saison | Kader | Teilnahmen | Erfolge                                                                          |
| ------ | ----- | ---------- | -------------------------------------------------------------------------------- |
| 2017   |       |            | Deutscher Meister Deutscher Pokalsieger Oberliga-Meister Hessen (Gastmannschaft) |
| 2018   |       |            | Deutscher Meister Deutscher Pokalsieger Oberliga-Meister Hessen (Gastmannschaft) |
| 2019   |       |            |                                                                                  |
| 2020   |       |            |                                                                                  |
| 2021   |       |            |                                                                                  |